# Weinfasswagen

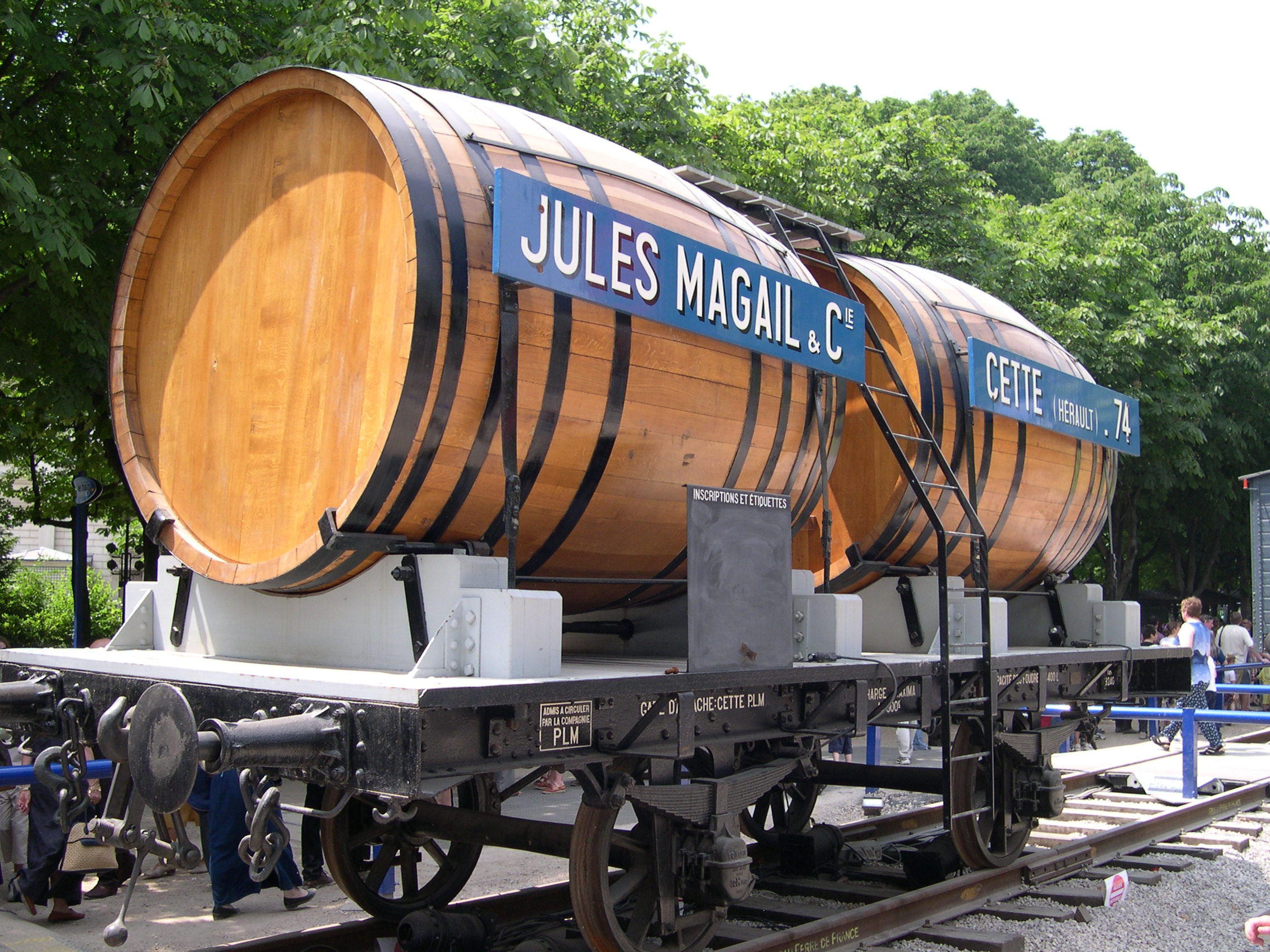
Weinfasswagen der P.L.M.

Weinfasswagen sind spezielle Güterwagen, auf denen hölzerne Weinfässer installiert sind.
Weinfasswagen mit zwei Fässern dienten dem Transport von Rotwein; Wagen mit einem einzelnen, größeren Fass waren für den Transport von Weißwein vorgesehen.

## Geschichte und Verbreitung

Schweizer Weinfasswagen mit Bremserhaus (1937)

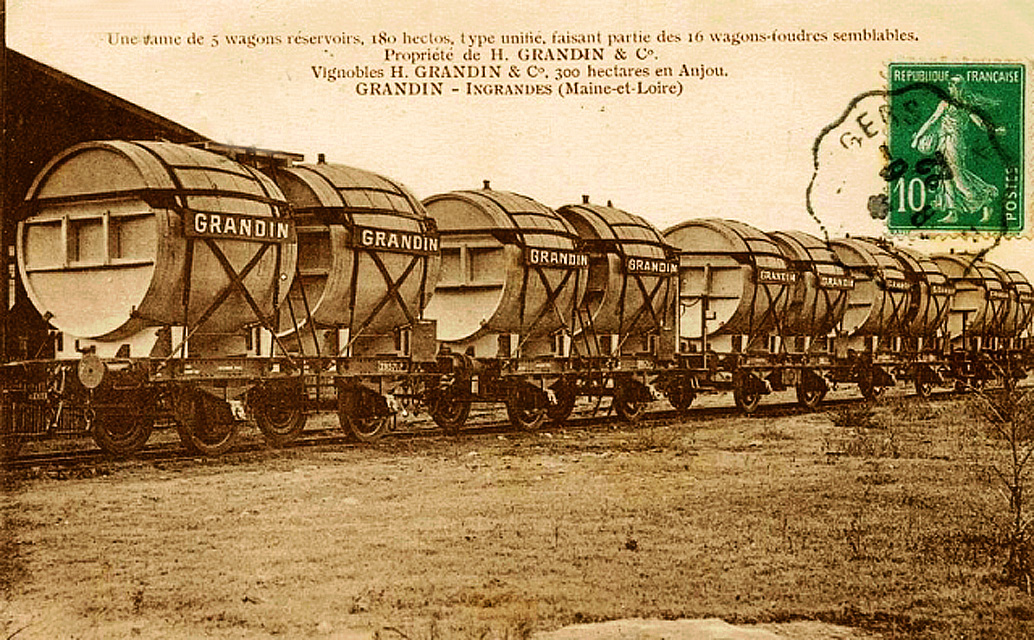
Zug mit Weinfasswagen im französischen Bahnhof Ingrandes

Bei der Eisenbahn wurde diese Sonderbauart von Kesselwagen von privaten Weinhändlern und Eisenbahngesellschaften aus Frankreich, der Schweiz, Österreich und Deutschland eingestellt. 
1895  übernahm die Compagnie des chemins de fer de Paris à Lyon et à la Méditerranée (P.L.M.) nach mehreren Versuchen den ersten Weinfasswagen in ihren Park; um 1910 waren in Frankreich bereits mehr als 20.000 dieser Wagen vorhanden. Der Erste Weltkrieg war dort Anlass für die ersten großen Weintransporte auf nationaler Ebene. Im November 1914 verließen Ganzzüge mit Wein teilweise in 10-Minuten-Intervallen den Pariser Bahnhof Bercy. 1917 forderte die französische Armee über 12 Millionen Hektoliter Wein an und verlangte mehr als 8000 Wagen für dessen Transport.

Ein geschlossener Weinfasswagen der im II. WK in Frankreich beschädigt wurde. Man erkennt durch die Beschädigung gut die Weinfässer im Innern

Die meisten dieser Wagen waren von 1914 bis 1922 im Einsatz, unter anderem bei der Waggonleihanstalt R. Metzger und Co. in Österreich und Deutschland. Bedingt durch regelmäßige Diebstähle und hohe Reparaturkosten wurden sie später in geschlossener Bauweise, teilweise mit Dachdomen, hergestellt. Ab den 1960er Jahren wurden sie durch Kesselwagen ersetzt. Die französische Staatsbahn SNCF zählte etwa 1945 11.798 Weinfasswagen, davon 8850 mit Holzfässern und einem Fassungsvermögen von 100 bis 150 Hektolitern und 2948 mit 230 Hektoliter fassenden Metallfässern.
Modelle dieser Wagen wurden und werden von vielen Modelleisenbahnherstellern produziert.